# Snow Scene
«Snow Scene» (スノーシーン) es el decimoprimer sencillo de la banda Oshare Kei: Antic Cafe, publicado en 2006 y perteneciente al álbum Magnya Carta.
La primera canción, Snow Scene (スノーシーン), se convierte en una de las cuatro canciones más famosas y con más éxito de An Cafe en su primera generación.
Este es el segundo disco de la campaña NYAPPY Challenge One Two DON!, que consiste en tres lanzamientos consecutivos, terminando en lo que sería su mejor álbum.

## Canciones

### CD
| CD  |                                           |          |  |
| N.º | Título                                    | Duración |  |
| 1.  | «Snow Scene (スノーシーン)»               | 4:13     |  |
| 2.  | «Bokura no Poppopo! (僕らのポッポポー！)» | 4:47     |  |

### DVD
| DVD |                                                                             |          |  |
| N.º | Título                                                                      | Duración |  |
| 1.  | «Smile Ichiban Ii ♀ Onna (スマイル一番 イイ♀)» (Yagai de Nyappy” Live Ver.) |          |  |